# Villa Gouin (Capoterra)
La villa Gouin, ou villa Baccu Tinghinu, est une villa, située à Capoterra, dans le golfe de Cagliari (province de Cagliari), au sud de la Sardaigne. 

## Histoire
La villa Gouin est construite par Léon Goüin en 1862, après qu'il a acquis le domaine de Baccu Tinghinu vers 1860, car il était bordé à l'est par la mine de "San Leone" dont il était le directeur. Le domaine qu'il fait construire comprend le manoir, une ferme, des écuries, des hectares de cultures et de bois. L'intérieur de la villa est meublé avec des meubles provenant principalement de France, ainsi que de nombreuses antiquités. Une grande salle servait de bibliothèque où étaient rassemblées des centaines d'ouvrages littéraires, scientifiques, historiques et d'albums contenant de précieuses gravures, notamment une collection de croquis originaux réalisés par La Marmora pour son Voyage en Sardaigne. Une autre salle servait de petit musée pour la collection d’antiquités rassemblées par Goüin et qui était devenu une référence pour ceux qui souhaitaient étudier les anciennes civilisations de la Sardaigne.
Des fleurs et des arbres ont été plantés dans le jardin, agrémenté de découvertes archéologiques, dont un énorme repère romain rapporté de Macomer. Un eucalyptus, le plus ancien de Sardaigne, planté, le 12 mars 1865, par Léon Gouin à la naissance de sa fille aînée Giulia, est toujours en vie. Sur le domaine, il installe également un potager avec des agrumes et des légumes, des amandiers, des caroubiers, des oliviers et des chênes-lièges et un vignoble, tandis que les zones non cultivées sont reboisées avec des chênes, pins, chênes et eucalyptus. Près de la villa se trouvait une source d'eau minérale de fer considérée comme excellente à des fins médicinales. Des travaux de canalisation et d'irrigation sont effectués, ainsi que sont construits des réservoirs spacieux, parmi lesquels le plus grand, à gauche de la villa, avait un volume de 244 mètres cubes et orné du côté est par un élégant cadre composé d'édicules puniques.
Un moulin est construit, l’un des plus grands de toute la Sardaigne. Ses lourdes roues en calcaire ont été spécialement conçues pour le moulin Baccu Tinghinu dans la carrière de S. Bartolomeo (Cagliari), puis transportées avec beaucoup d’efforts.
La famille utilise la villa comme résidence d’été. Après la mort de Léon Gouin en 1888, le domaine passe à son fils Félix, ingénieur des arts et manufactures, qui restructure, agrandit et modernise la villa, où il passe les dernières années de sa vie. À son décès en 1922, la villa est transmise à sa sœur, Angelica, mariée au colonel Luigi Musio Amat, qui y passe les mois d'été avec sa famille.
Au cours de la Seconde Guerre mondiale, un petit abri anti-bombe est construit à la suite d'attaques maritimes.